# Stinkfluga
Stinkfluga (Coenomyia ferruginea) är en tvåvingeart som först beskrevs av Giovanni Antonio Scopoli 1763. Enligt Catalogue of Life ingår stinkfluga i släktet Coenomyia och familjen vedflugor, men enligt Dyntaxa är tillhörigheten istället släktet Coenomyia och familjen stinkflugor. Enligt den svenska rödlistan är arten starkt hotad i Sverige. Arten förekommer i Götaland. Artens livsmiljö är skogslandskap, jordbrukslandskap. Inga underarter finns listade i Catalogue of Life.

## Bildgalleri

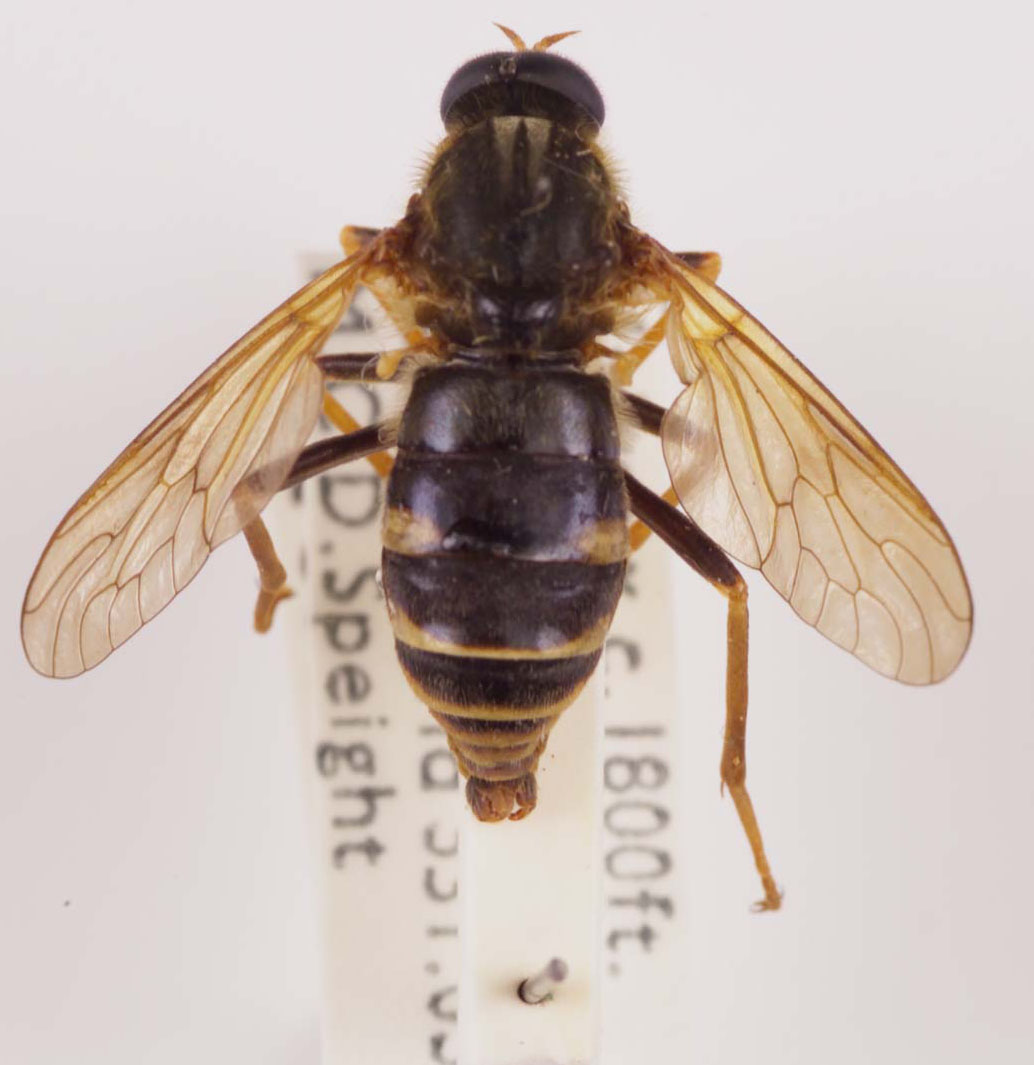
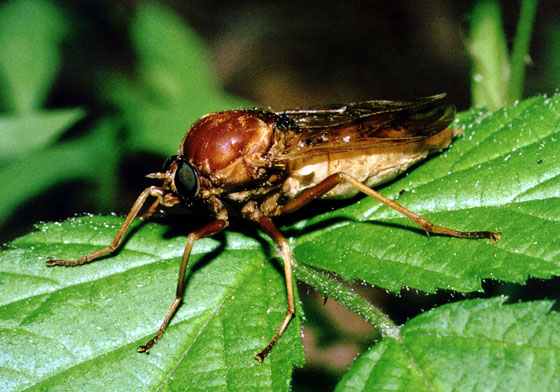
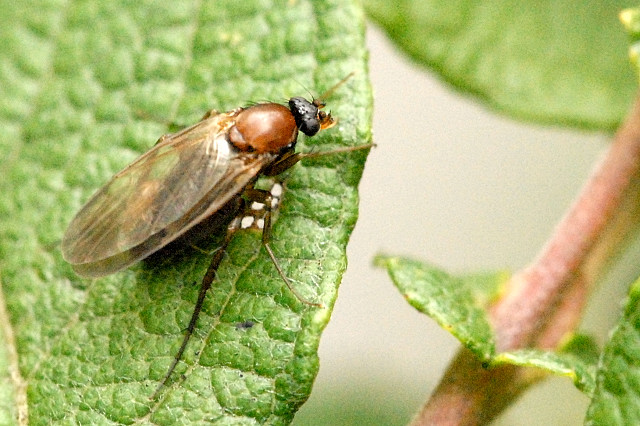
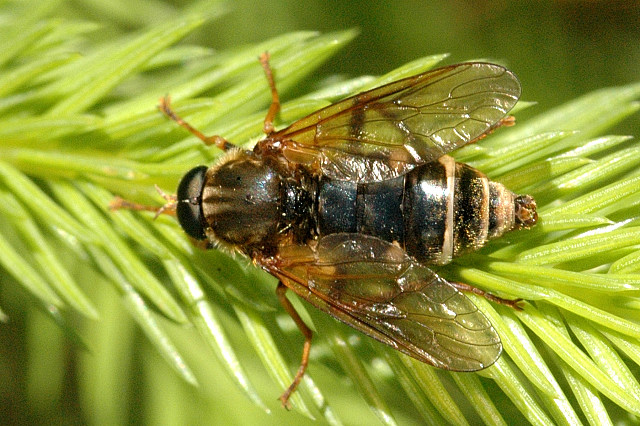
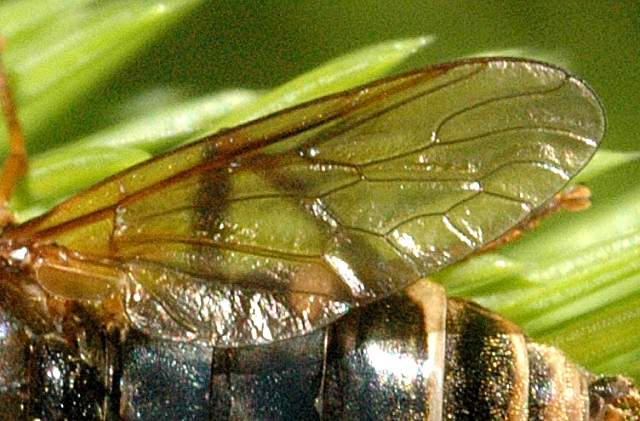
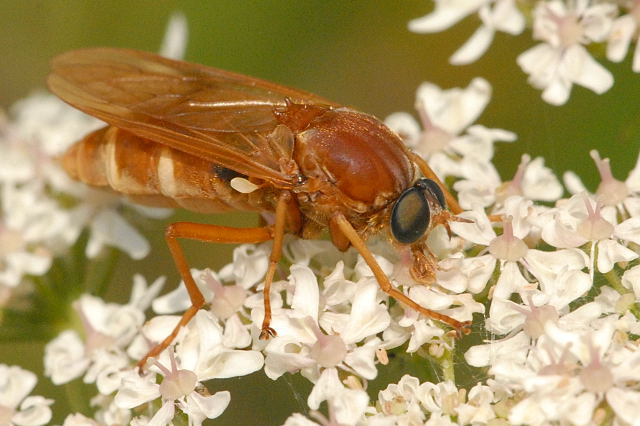